# Kabelová vývodka

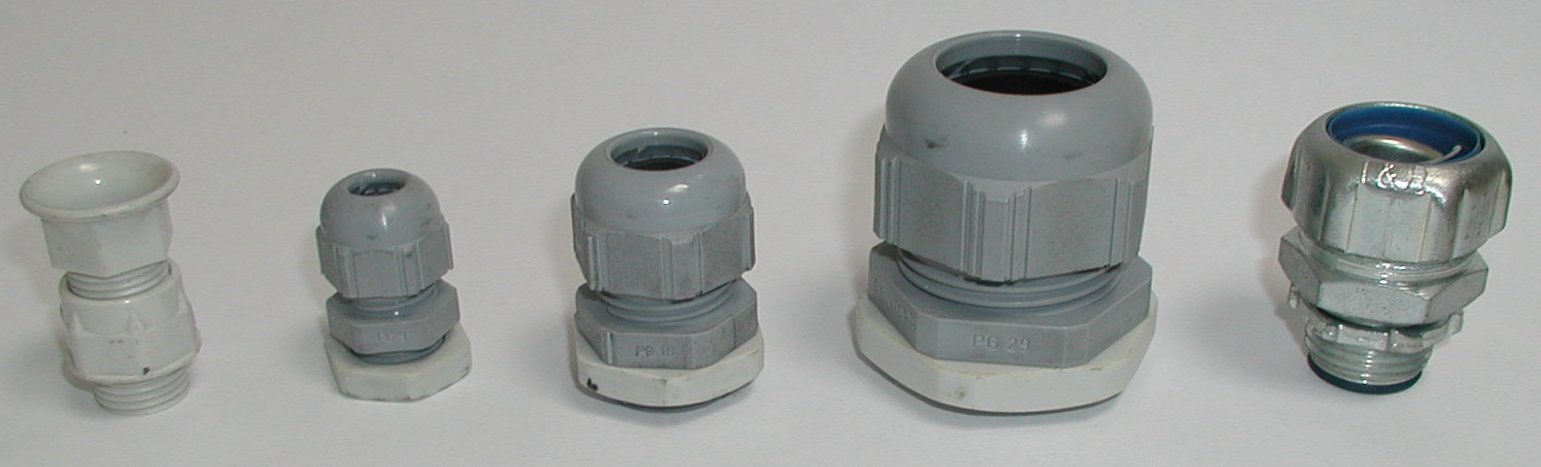
Různé typy vývodek

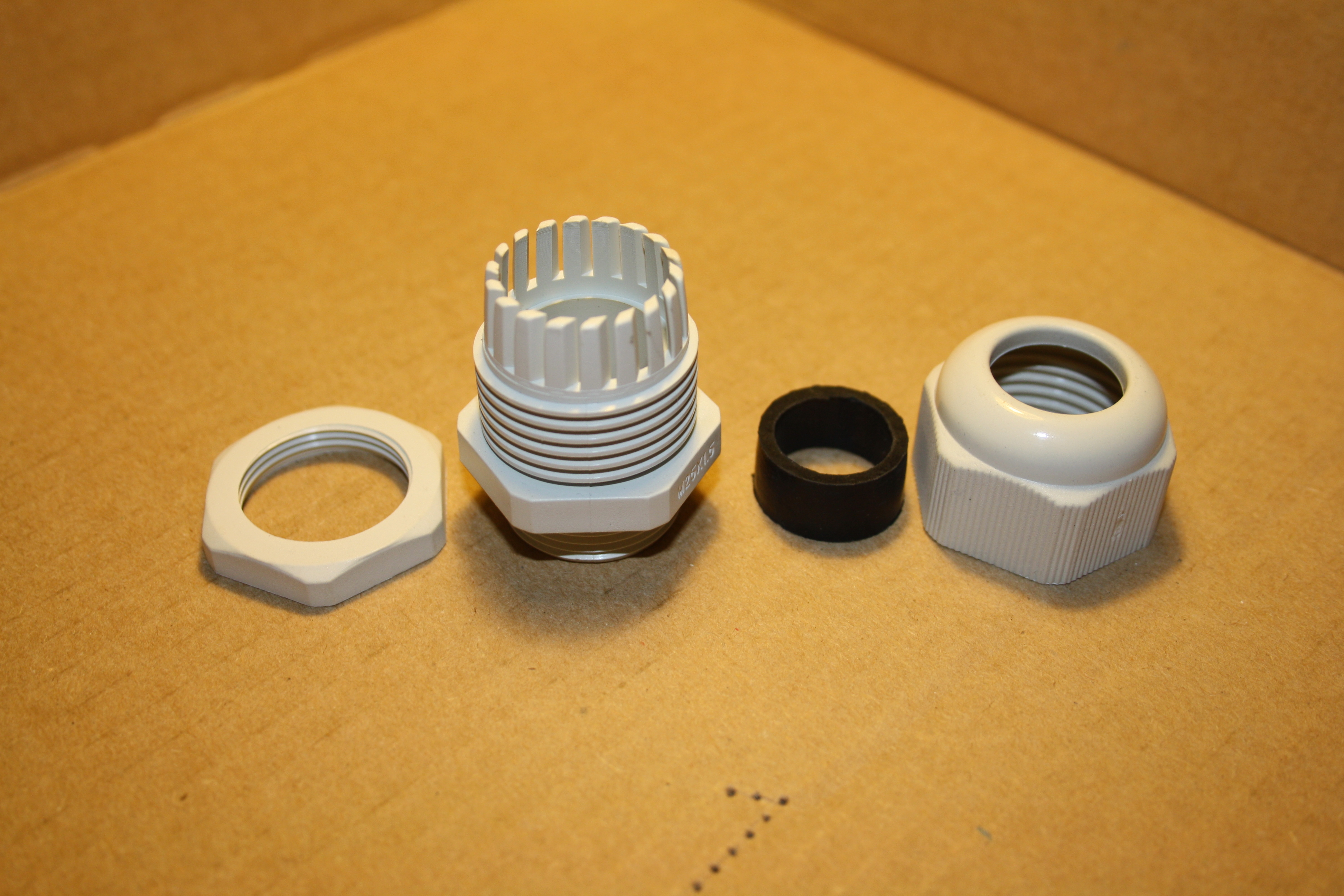
Vývodka s pružnými segmenty pro sevření kabelu (rozložená)

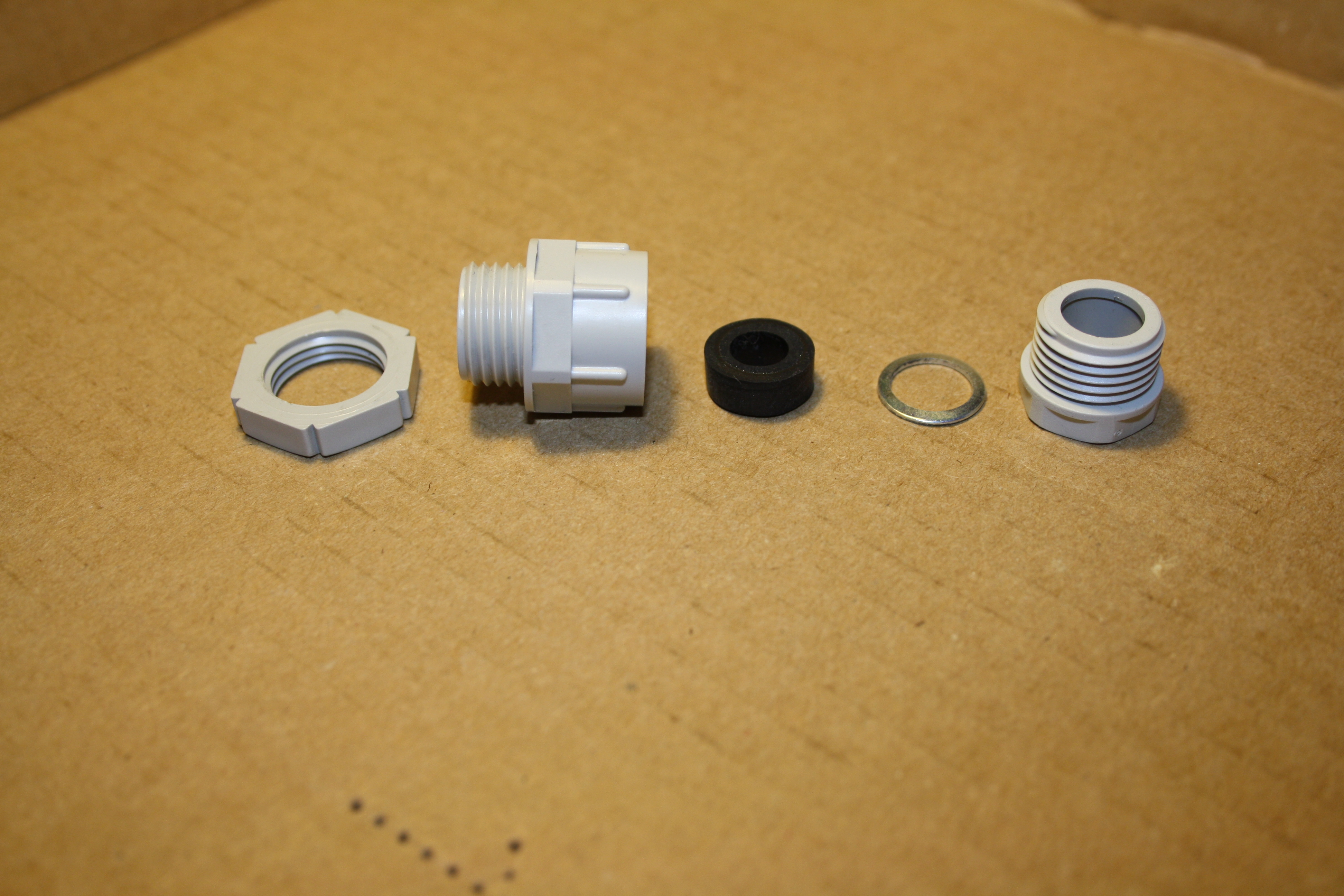
Vývodka s uchycením kabelu deformací pryžového kroužku (rozložená)

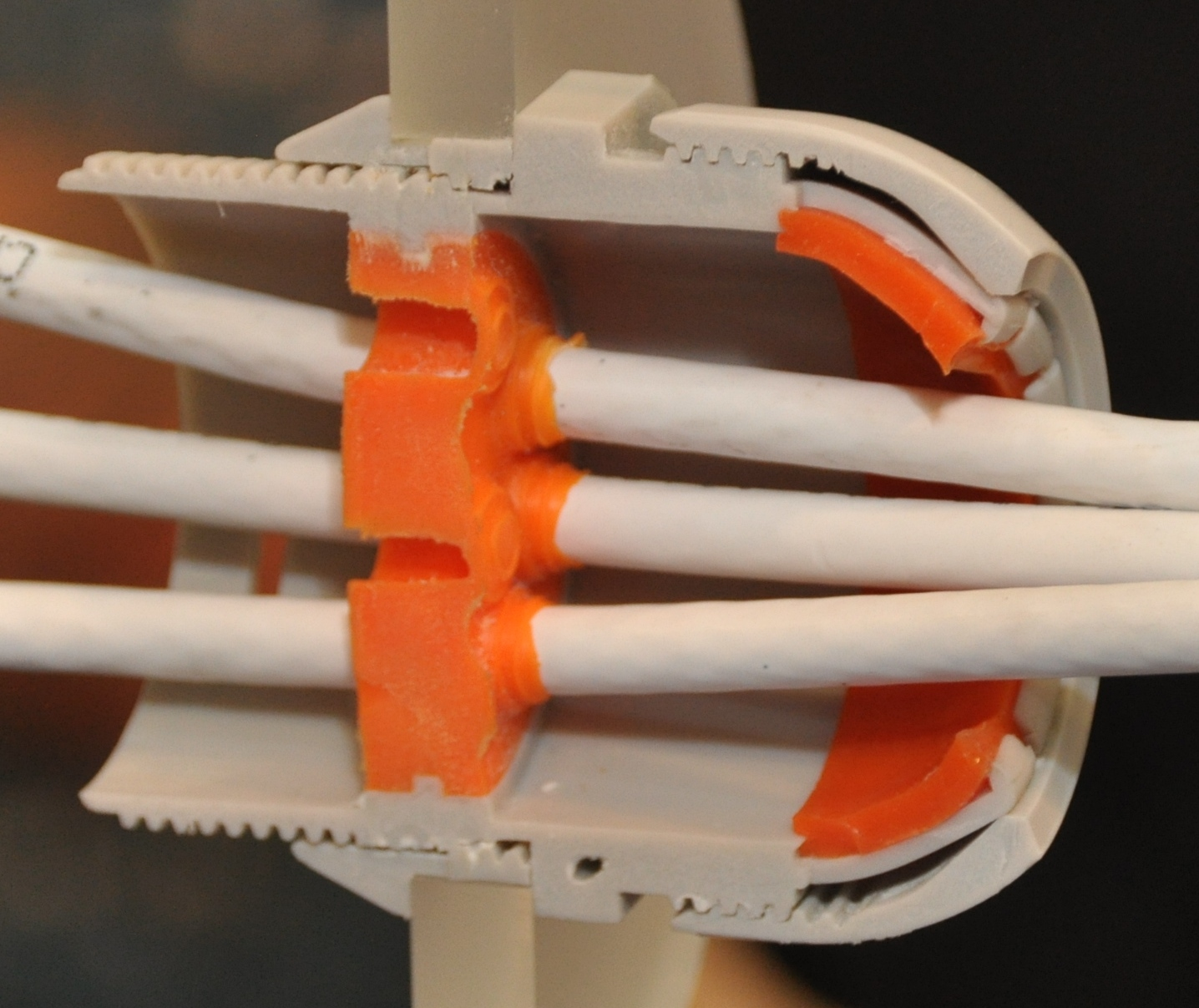
Více kabelů v jedné vývodce

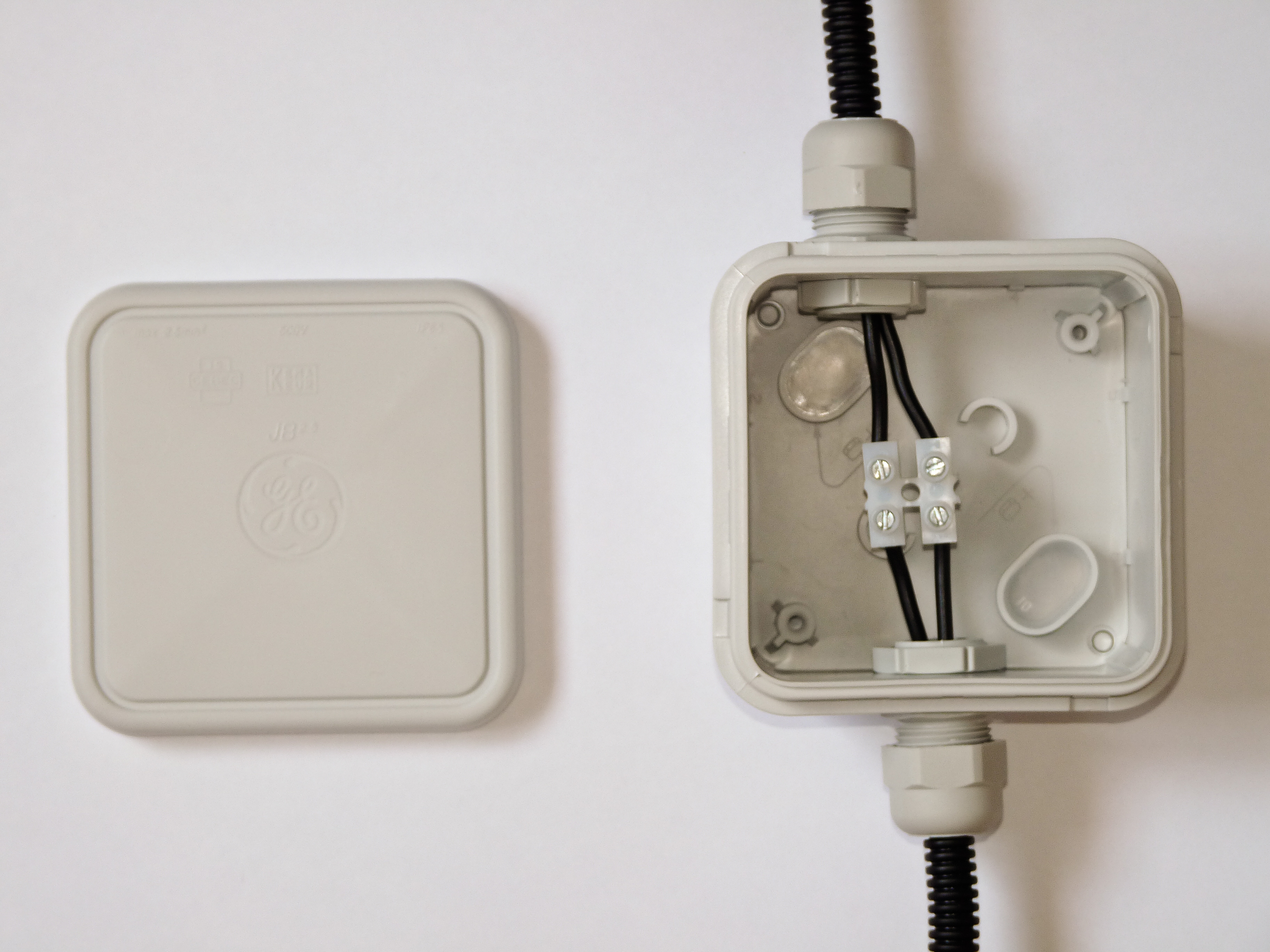
Nástěnná rozbočovací krabice. Vstupující kabely jsou upevněny a utěsněny vývodkami.

Kabelová vývodka je součástka, která slouží k upevnění elektrického kabelu procházejícího stěnou elektrického zařízení nebo přístroje. Kabel je vývodkou protažen bez přerušení, nejde tedy o konektorové nebo zásuvkové spojení. Vývodka drží kabel ve stabilní poloze, brání poškození pláště kabelu o hrany otvoru ve stěně, odlehčuje tah kabelu na svorky (kontakty) uvnitř zařízení a současně utěsňuje prostor elektrického přístroje nebo zařízení před vnikáním prachu a vlhkosti. Běžně je dosahováno krytí až IP68.

## Základní konstrukce vývodky
Jde o součástku válcového tvaru s průchozím otvorem pro protažení kabelu. Na jednom konci je opatřena vnějším závitem a dosedacím límcem pro upevnění do stěny elektrického zařízení. Vývodka se protáhne otvorem ve stěně a přes těsnicí pryžovou podložku se maticí zevnitř upevní. Touto základní částí prochází kabel volně. Druhý konec vývodky je určen k upevnění kabelu. Časté jsou dva způsoby upevnění kabelu:
- Tělo vývodky je zakončeno paprskovitě dělenými pružnými segmenty. Na těle vývodky je opět vnější závit. Našroubováním převlečné matice (kterou prochází kabel) na tento vnější závit se pružné segmenty stáhnou a sevřou kabel.
- Vývodka je na volném konci opatřena vnitřním závitem. Na kabel je navlečena vložka se závitem a pryžový těsnicí kroužek. Šroubováním vložky do vnitřního závitu vývodky se stlačuje pryžový kroužek a ten utěsní kabel.

## Upevnění vývodky ve stěně zařízení
Vývodky se zpravidla vyrábějí ve velikostní řadě pro různé průměry kabelů. Navíc díky pružným elementům užitým k utěsnění se vývodka přizpůsobí odchylkám v průměru kabelu i nepravidelnostem tvaru. Přiřazení vhodné velikosti vývodky k průměru kabelu doporučuje výrobce v technické dokumentaci. Průměry starších řad vývodek i jejich závitů vycházely z tzv. pancéřového závitu (označení Pg), v současnosti jsou běžně dostupné metrické závity (označené M). Ve většině plastových rozváděčů (rozvodnic) jsou ve stěnách předlisované otvory (zeslabená místa), které je možné snadno odkrýt a umístit do nich právě kabelové vývodky.
Především pro pevnou instalaci, kde se nepředpokládá pohyb kabelu a kde je navíc použitý kabel s tuhým (ne laněným) jádrem, jsou dostupné i vývodky upevněné do stěny jen nacvaknutím, bez zajištění maticí. Takové vývodky mají pro upevnění do stěny růžici pružných výstupků a lze je do připraveného otvoru upevnit pouhým zatlačením. Tento způsob montáže ale vyžaduje důsledné dodržení správné velikosti otvoru i vývodky. Někteří výrobci rozvodnic vycházejí vstříc použití těchto vývodek tím, že k předlisovaným otvorům přímo vyznačují i doporučený rozměr vývodky. U některých výrobků, typicky u nástěnných rozbočovacích krabic (krabicových rozvodek) může být vývodka vytvořena přímo jako součást těla krabice, není nutno ji do stěny krabice upevňovat. Otvory pro protažení kabelu výrobce nějakým jednoduchým způsobem zaslepí. Při montáži se zprůchodní jen ty otvory, které chce montážník skutečně použít.

## Upevnění kabelu ve vývodce
V tělese vývodky je kabel často upevněn sevřením mezi pružné segmenty, které jsou k sobě stlačovány převlečnou maticí nebo přítlakem zdeformovaného pryžového kroužku. Pro ohebné kabely (s laněným jádrem) různých pohyblivých přívodů se vývody doplňují další opěrou. Převlečná matice může být doplněna spirálou, která obepíná několik centimetrů délky kabelu vystupujícího z vývodky. Spirála brání zalomení kabelu přímo za výstupem z vývodky, což je významné u kabelů vystupujících z vývodky vodorovně nebo svisle vzhůru, kdy kabel ohýbá samotná jeho tíha.

## Kabelová vývodka a EMC
Běžně používané kabelové vývodky jsou z plastu (například z polystyrolu), tedy ze stejné hmoty, ze které se vyrábějí rozbočovací krabice a rozvodnice. Plastové vývodky se užívají i u rozváděčů se stěnami z ocelového plechu. U některých rozváděčů, kde je nutné řešit odolnost v rámci EMC se používají kovové vývodky, vybavené kontaktními planžetami z pružného materiálu (bronz), které zajistí propojení kostry zařízení a stínicího obalu kabelu. Samotné vývodky jsou často z poniklované mosazi.

## Příbuzné konstrukční prvky
- Kabelová spojka – vzhledově připomíná dvě spojené vývodky. Užívá se pro naspojkování silových kabelů nízkého napětí (230/400 V). Svorkovnice je válcová, svorky jsou po obvodu válce. Válcový je i kryt spojky, oboustranně ukončené převlečnými maticemi, které zajišťují kabely proti vytržení.
- Vícenásobná vývodka – na rozdíl od běžných vývodek určených pro vyvedení jediného kabelu, je možné více otvory v těsnicím pryžovém díle protáhnout několik kabelů menšího průměru (sdělovacích, sběrnicových, signálních).

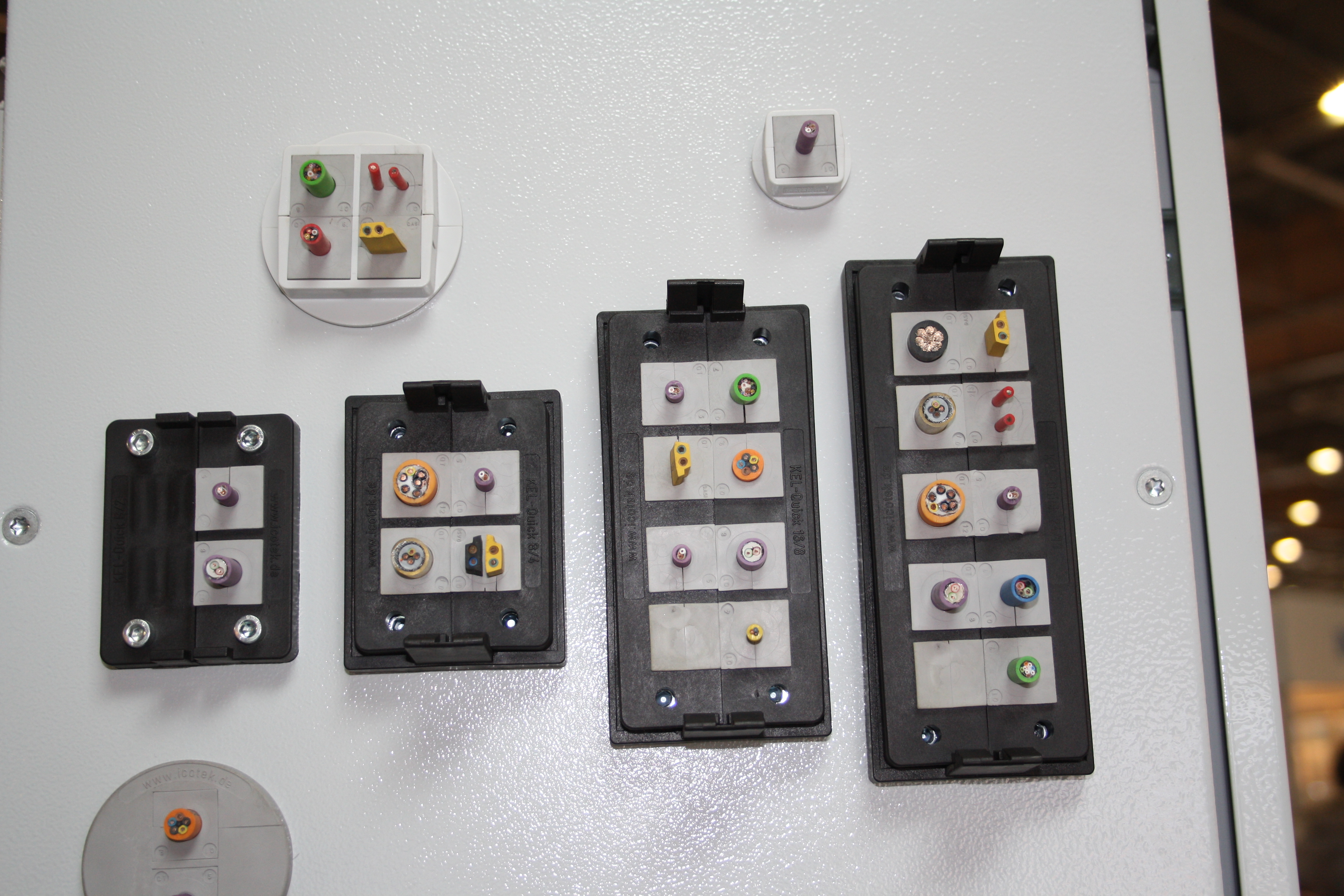
Dělené kabelové průchodky, příklady použití

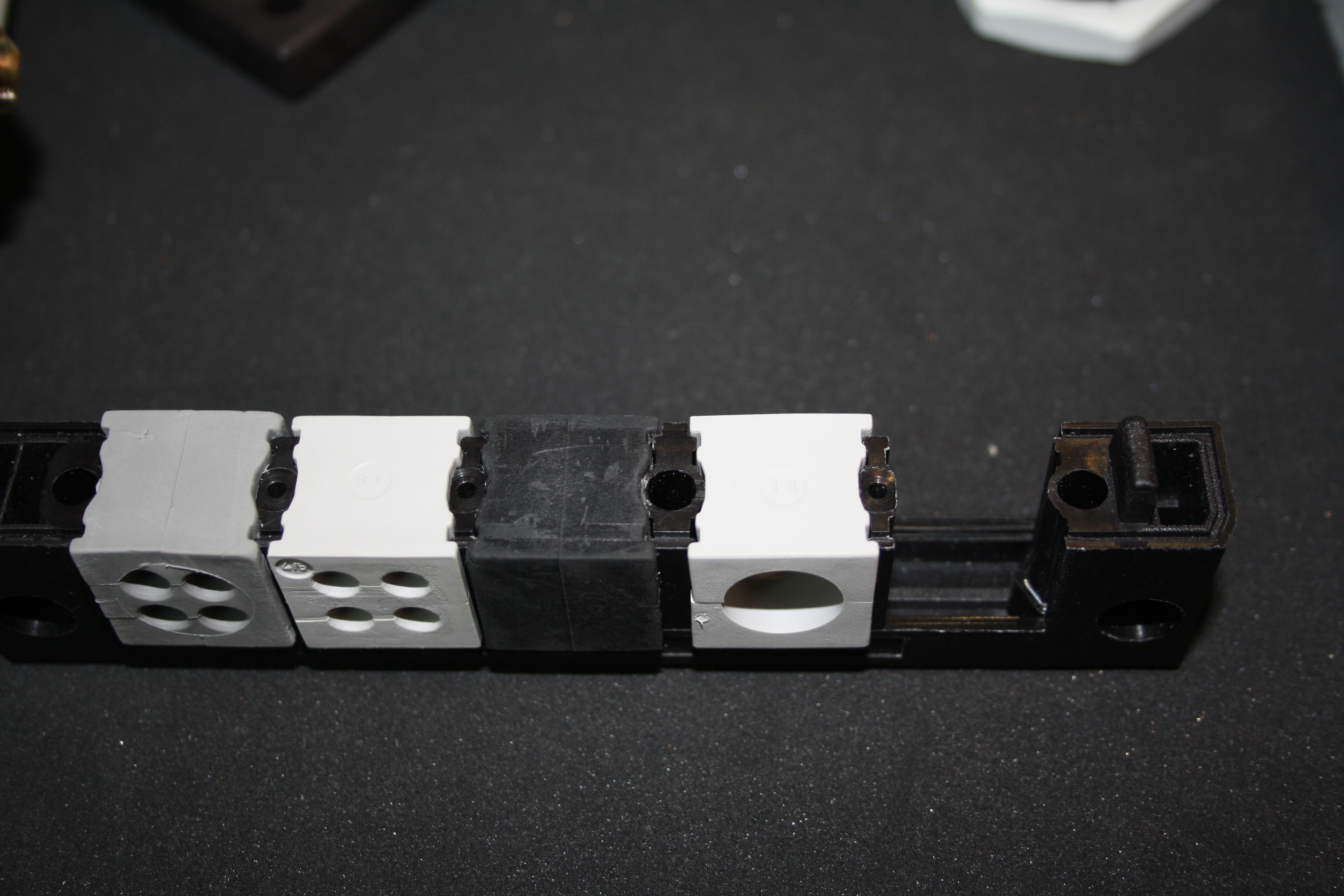
Dělená kabelová průchodka, rozložená

## Průchod konfekcionovaných kabelů stěnou
Pro případy, kdy je do rozváděče potřeba zavést kabel již zakončený konektorem (konfekcionovaný kabel) existují zvláštní, dělené vývodky/průchodky. Jsou to desky z pružného materiálu s připravenými otvory pro protažení kabelů. Deska je ale příčně dělena tak, aby bylo možné vložit přímou část kabelu, bez protahování konektoru, který má větší rozměry. Složením obou polovin k sobě je kabel upevněn. Složená pružná deska už s upnutým kabelem se následně natlačí do otvoru ve stěně rozváděče a zajistí překryvným rámečkem. Celý systém je opakovatelně rozebíratelný. Jedna z konstrukcí využívá k upevnění kabelů moduly, které mají stejný vnější čtvercový tvar, ale odlišné otvory pro kabel. Tak je možné protáhnout jediným otvorem ve stěně rozváděče kabely různého průměru a kabely také vyměňovat.